# Brandon Carlo
Brandon Carlo (né le 26 novembre 1996 à Colorado Springs dans l'État du Colorado aux États-Unis) est un joueur professionnel américain de hockey sur glace. Il évolue au poste de défenseur.

## Biographie

### Carrière en club
Il a évolué au niveau junior dans la Ligue de hockey de l'Ouest avec les Americans de Tri-City et est repêché au deuxième tour, 37e rang, par les Bruins de Boston lors du repêchage d'entrée dans la LNH 2015. Il joue une autre saison avec les Americans avant de devenir professionnel vers la fin de la saison dans la Ligue américaine de hockey avec le club-école des Bruins, les Bruins de Providence.
Il commence la saison 2016-2017 avec l'équipe de Boston et joue son premier match dans la Ligue nationale de hockey le 13 octobre 2016 contre les Blue Jackets de Columbus. Quatre jours plus tard, il marque son premier but contre les Jets de Winnipeg.
Carlo est échangé aux Maple Leafs de Toronto le 7 mars 2025. En retour, les Bruins reçoivent l'espoir Fraser Minten, un choix de 1er tour en 2026 et un choix de 4e tour en 2025. De plus, les Bruins retiennent 15 % du salaire de Carlo.

### Carrière internationale
Il a joué avec la jeune équipe des États-Unis lors du championnat du monde junior à deux reprises (2015 et 2016).

## Statistiques

### En club
| Saison     | Équipe                 | Ligue      |     | Saison régulière | Saison régulière | Saison régulière | Saison régulière | Saison régulière |   | Séries éliminatoires | Séries éliminatoires | Séries éliminatoires | Séries éliminatoires | Séries éliminatoires |
| Saison     | Équipe                 | Ligue      | PJ  | B                | A                | Pts              | Pun              | PJ               | B | A                    | Pts                  | Pun                  |                      |                      |
| 2012-2013  | Americans de Tri-City  | LHOu       | -   | -                | -                | -                | -                | 5                | 1 | 0                    | 1                    | 0                    |                      |                      |
| 2013-2014  | Americans de Tri-City  | LHOu       | 71  | 3                | 10               | 13               | 66               | 5                | 0 | 1                    | 1                    | 8                    |                      |                      |
| 2014-2015  | Americans de Tri-City  | LHOu       | 63  | 4                | 21               | 25               | 90               | 4                | 0 | 1                    | 1                    | 4                    |                      |                      |
| 2015-2016  | Americans de Tri-City  | LHOu       | 52  | 4                | 23               | 27               | 94               | -                | - | -                    | -                    | -                    |                      |                      |
| 2015-2016  | Bruins de Providence   | LAH        | 7   | 0                | 1                | 1                | 0                | 1                | 0 | 0                    | 0                    | 0                    |                      |                      |
| 2016-2017  | Bruins de Boston       | LNH        | 82  | 6                | 10               | 16               | 59               | -                | - | -                    | -                    | -                    |                      |                      |
| 2017-2018  | Bruins de Boston       | LNH        | 76  | 0                | 6                | 6                | 45               | -                | - | -                    | -                    | -                    |                      |                      |
| 2018-2019  | Bruins de Boston       | LNH        | 72  | 2                | 8                | 10               | 47               | 24               | 2 | 2                    | 4                    | 6                    |                      |                      |
| 2019-2020  | Bruins de Boston       | LNH        | 67  | 4                | 15               | 19               | 33               | 13               | 0 | 1                    | 1                    | 8                    |                      |                      |
| 2020-2021  | Bruins de Boston       | LNH        | 27  | 3                | 1                | 4                | 12               | 8                | 0 | 0                    | 0                    | 4                    |                      |                      |
| 2021-2022  | Bruins de Boston       | LNH        | 79  | 6                | 9                | 15               | 31               | 7                | 0 | 1                    | 1                    | 6                    |                      |                      |
| 2022-2023  | Bruins de Boston       | LNH        | 75  | 3                | 13               | 16               | 38               | 7                | 0 | 4                    | 4                    | 4                    |                      |                      |
| 2023-2024  | Bruins de Boston       | LNH        | 76  | 4                | 10               | 14               | 42               | 13               | 3 | 1                    | 4                    | 6                    |                      |                      |
| 2024-2025  | Bruins de Boston       | LNH        | 63  | 1                | 8                | 9                | 24               | -                | - | -                    | -                    | -                    |                      |                      |
| 2024-2025  | Maple Leafs de Toronto | LNH        | 20  | 0                | 3                | 3                | 13               | 13               | 0 | 0                    | 0                    | 8                    |                      |                      |
| Totaux LNH | Totaux LNH             | Totaux LNH | 637 | 29               | 83               | 112              | 344              | 85               | 5 | 9                    | 14                   | 42                   |                      |                      |

### En équipe nationale
| Année | Compétition                 |   | PJ | B | A | Pts | Pun                |  | Résultat |
| 2013  | Mémorial Ivan Hlinka        | 5 | 0  | 0 | 0 | 2   | Médaille d'argent  |  |          |
| 2015  | Championnat du monde junior | 5 | 0  | 1 | 1 | 0   | 5e place           |  |          |
| 2016  | Championnat du monde junior | 7 | 2  | 2 | 4 | 4   | Médaille de bronze |  |          |